# Kirsty Hume
Kirsty Hume (4 de septiembre de 1976) es una modelo escocesa que se volvió conocida en el mundo de la moda en los 90s.

## Modelaje
Hume ha modelado para Dior, Givenchy, Chanel, Lanvin, Yves Saint Laurent, Christian Lacroix, Gianfranco Ferré, Claude Montana, Alexander McQueen, Giorgio Armani, Gianni Versace, Roberto Cavalli,  Prada, Calvin Klein,  Ralph Lauren, Oscar de la Renta, Jaeger y Donna Karan, entre otros diseñadores y marcas.  También apareció frecuentemente en Harper's Bazaar, fotografiada por Patrick Demarchelier, como también en Vogue, W y otras revistas.
En 1996 Hume figuró en anuncios de Chanel. Ha modelado para Victoria's Secret. En marzo de 1997 desfiló para Gucci en su evento en  Milán
Después de una exposición de los diseños de Karl Lagerfeld para Chanel en 1997, Hume fue entrevistada por un reportero ruso. Éste le preguntó qué parte de su trabajo como modelo era más emocionante, y ella respondió: «Pues..., el dinero».